# Christian D'Hoogh
Pour les articles homonymes, voir D’Hooghe.
 (janvier 2017).
Si vous disposez d'ouvrages ou d'articles de référence ou si vous connaissez des sites web de qualité traitant du thème abordé ici, merci de compléter l'article en donnant les références utiles à sa vérifiabilité et en les liant à la section « Notes et références ».
Christian D'Hoogh, né à Etterbeek le 11 septembre 1933 est un homme politique belge, membre du PS. 

## Biographie
Il est docteur en sciences économiques et financières, licencié en sciences politiques et diplomatiques (ULB); professeur à l'Université de l'État de Mons; 
Il fut chef de cabinet du ministre des Affaires bruxelloises Guy Cudell, en 1973 et 1974; 
Administrateur de la Société de développement régional de Bruxelles; 
Échevin depuis 1971, il succède au mayorat de la commune d'Anderlecht après la démission d'Henri Simonet en 1984. Il y restera jusqu'en 2001.
Il sera brièvement député bruxellois de 1989 à janvier 1990 et secrétaire d'état dans le Gouvernement Picqué I.